# 나카사토촌 (니가타현 나카우오누마군)
나카사토촌(中里村)은 니가타현 주에쓰 지방 나카우오누마군 동부에 위치했던 촌이다. 2005년 4월 1일에 도카마치시 및,  나카우오누마군 가와니시정, 히가시쿠비키군 마쓰다이정, 마쓰노야마촌과 합병해 신설된 도카마치시에 해당되기 때문에 소멸하였다. 

## 지리
현 시정촌과 '고정자산 가격 등의 개요'(2000년)에 따르면 마을 면적 중 논밭은 11.2%, 택지는 1.0%이며, 그 외는 산림이나 잡종지 등이 차지하고 있다.

## 역사
- 1955년 3월 31일 - 나카우오누마군 다자와촌, 구라마타촌이 합병해 나카사토촌이 성립하였다.
- 2005년 4월 1일 - 도카마치시 및,  나카우오누마군 가와니시정, 히가시쿠비키군 마쓰다이정, 마쓰노야마촌과 합병해 신설된 도카마치시가 되어 소멸했다.

## 행정
- 촌장 : 야마모토 시게호 (山本茂穂) (1989년 12월 25일부터)

## 교통

### 철도
- 동일본 여객철도 이야마 선

### 도로
- 국도 제117호선
- 국도 제353호선

## 같이 보기
- 도카마치시